# 鄭雲鎣
鄭雲鎣（1530年—？），字邦用，號文岡，福建福州府閩縣人，軍籍，明朝政治人物。

## 生平
嘉靖三十一年（1552年）壬子科福建鄉試第八十三名舉人。嘉靖三十五年（1556年）中式丙辰科會試第八十六名，二甲第六十二名進士。都察院观政，授户部主事，四十年升员外，四十一年升郎中，四十五年升浙江副使，改广西提学。隆慶四年（1570年）六月起补浙江提学副使，六年四月升湖广布政司左参政，萬曆元年（1573年）升河南按察使，三年四月以到任违限被弹劾，四年九月升河南右布政使，五年二月升左布政，八年正月调广西，三月被科道弹劾降调，九月二月以疾乞致仕。万历十八年（1590年）九月以荐起补四川左布政使。

## 家族
曾祖鄭瑄，贈戶部員外郎；祖父鄭炤，知府前翰林院庶吉士；父鄭墇，生员封户部郎中；母林氏，贈安人。弟鄭雲鏊（舉人）。